# 五戸町
五戸町（ごのへまち）は、青森県の三戸郡の町。

## 地理
三戸郡北部の内陸部に位置する。町内は坂が多い。総面積の半分以上を森林が占める。
- 河川：五戸川、浅水川

### 土地利用
五戸町は都市計画区域に指定されている。
五戸町の総面積17,782haの内訳は以下の通り。
都市計画区域:8,220ha（そのうち用途地域は325.7ha）
農用地:4,630ha
森林:9,278ha
原野:679ha
河川・水面・水路:228ha
道路:691ha
宅地:638ha
その他:1,638ha

### 気候
青森県農林総合研究センターリンゴ試験場 県南果樹研究センターの資料（平成11年から平成15年までのデータ）から五戸町の気候について述べる。
- 年間平均気温 9.6度（平成11年から平成15年までの平均）
- 最高気温 35.0度（平成11年）
- 最低気温 -12.4度（平成12年）
- 降水量は 1165mm（平成11年から平成15年までの平均）
- 日照時間 1556時間（平成11年から平成15年までの平均）
- 最深積雪 90cm（平成15年）

### 隣接している自治体
- 八戸市
- 十和田市
- 上北郡六戸町、おいらせ町
- 三戸郡南部町、新郷村

### 人口
平成27年国勢調査より前回調査からの人口増減をみると、6.84％減の17,433人であり、増減率は県下40市町村中20位。
| |                                        |  |
| 五戸町と全国の年齢別人口分布（2005年） | 五戸町の年齢・男女別人口分布（2005年） |  |
| ■紫色 ― 五戸町 ■緑色 ― 日本全国 | ■青色 ― 男性 ■赤色 ― 女性              |  |
| 五戸町（に相当する地域）の人口の推移 \| 1970年（昭和45年） \| 24,061人 \| \| \| 1975年（昭和50年） \| 23,607人 \| \| \| 1980年（昭和55年） \| 23,720人 \| \| \| 1985年（昭和60年） \| 23,638人 \| \| \| 1990年（平成2年） \| 22,525人 \| \| \| 1995年（平成7年） \| 21,666人 \| \| \| 2000年（平成12年） \| 21,318人 \| \| \| 2005年（平成17年） \| 20,138人 \| \| \| 2010年（平成22年） \| 18,712人 \| \| \| 2015年（平成27年） \| 17,433人 \| \| \| 2020年（令和2年） \| 16,042人 \| \| |                                        |  |
| 総務省統計局 国勢調査より |                                        |  |
| 1970年（昭和45年） | 24,061人                               |  |
| 1975年（昭和50年） | 23,607人                               |  |
| 1980年（昭和55年） | 23,720人                               |  |
| 1985年（昭和60年） | 23,638人                               |  |
| 1990年（平成2年） | 22,525人                               |  |
| 1995年（平成7年） | 21,666人                               |  |
| 2000年（平成12年） | 21,318人                               |  |
| 2005年（平成17年） | 20,138人                               |  |
| 2010年（平成22年） | 18,712人                               |  |
| 2015年（平成27年） | 17,433人                               |  |
| 2020年（令和2年） | 16,042人                               |  |

## 歴史
- 1889年（明治22年）4月1日 - 町村制施行により近世以来の五戸村が単独で自治体として発足。
- 1915年（大正4年）11月1日 - 五戸村が町制を施行し五戸町となる。
- 1955年（昭和30年）
  - 7月1日 - 五戸町、浅田村、川内村が合併し改めて五戸町が発足。
  - 7月29日 - 野沢村のうち大字手倉橋を編入。
  - 10月19日 - 豊崎村のうち大字豊間内を編入。
- 2004年（平成16年）7月1日 - 倉石村を編入。
- 2008年（平成20年）
  - 7月24日 - 午前0時24分の岩手県沿岸北部地震で五戸町古舘では震度6弱を観測した。
  - 12月26日 - 倉石分庁舎（旧：倉石村役場）が閉庁[2]。

## 行政
- 町長：若宮佳一（わかみやけいいち）（2期目） 任期：2027年（令和9年）6月26日まで[3]

## 産業

### 金融機関
- 青森みちのく銀行五戸支店
- 青森みちのく銀行五戸中央支店
- 青い森信用金庫五戸支店（旧：八戸信金店）
- 八戸農業協同組合

### 郵便
- 倉石郵便局（84154）
- 五戸郵便局（84004）
- 浅田郵便局（84111）
- 上市川郵便局（84132）
- 又重簡易郵便局（84710）
- 切谷内簡易郵便局（84734）

## 姉妹都市・提携都市

### 国外
- フィリピン共和国ヌエバ・ビスカヤ州バヨンボン町 - 1983年（昭和58年）12月22日提携 戦没者慰霊訪問、教育・文化・スポーツの交流
- 大韓民国忠清北道沃川郡（おくちょん） - 1997年（平成9年）8月28日提携 農業技術研修・教育・文化・スポーツの交流

## 学校

### 小学校
- 五戸町立上市川小学校
- 五戸町立切谷内小学校
- 五戸町立五戸小学校
- 五戸町立倉石小学校

※以下は廃校。
- 五戸町立浅水小学校（1965年・南小学校を統合新設）
- 五戸町立扇田小学校（同上）
- 五戸町立手倉橋小学校（1987年・南小学校へ統合）
- 五戸町立豊川小学校（同上）
- 五戸町立中市小学校（2013年・倉石小学校へ統合）
- 五戸町立石沢小学校（同上）
- 五戸町立又重小学校（同上）
- 五戸町立蛯川小学校（2014年・五戸小学校へ統合）
- 五戸町立豊間内小学校（同上）
- 五戸町立南小学校（同上）

### 中学校
- 五戸町立川内中学校
- 五戸町立五戸中学校
- 五戸町立倉石中学校

### 高等学校
- 青森県立五戸高等学校

### 専門学校
- 東北メディカル学院

## 交通

### 鉄道
町内に鉄道駅はない。町中心部への最寄り駅は八戸市にある八戸駅で、同駅と町を結ぶ路線バスが運行されている。町の東端部は青い森鉄道陸奥市川駅、北東端部は同下田駅に近いがいずれも徒歩圏ではなく、駅と地域を結ぶ路線バスもない。

かつては八戸駅と五戸駅の間を南部鉄道が運行していたが、1968年の十勝沖地震で被災し、復旧せず廃止された。

### 路線バス
- 南部バス（岩手県北自動車南部支社） - 八戸市・十和田市・新郷村との間を運行している。
  - 八戸ラピアBT - 八戸駅前 - 張田 - 七崎 - 扇田 - 五戸駅
  - 八戸駅前 - 上市川 - 五戸駅
  - 東十一番町 - 十和田市まちなか交通広場 - 道の駅とわだ - 五戸駅
  - 五戸駅前 - 中市 - 倉石温泉 - 金ケ沢
  - 五戸駅前 - 扇田 - 浅水 - 手倉橋 - 西越局前
- コミュニティバス - 町内各地を運行する（南部バスへの委託運行）。なお、南部バスの一般路線も町内のみ利用する場合はコミュニティバスと同運賃で利用可能である。

### 道路
- 一般国道
  - 国道4号
  - 国道454号
- 県道
  - 主要地方道
    - 青森県道15号橋向五戸線
    - 青森県道20号八戸三沢線

  - 一般県道
    - 青森県道113号五戸六戸線
    - 青森県道119号五戸下田停車場線
    - 青森県道142号倉石五戸線
    - 青森県道168号切田五戸線
    - 青森県道214号苫米地兎内線
    - 青森県道218号栃棚手倉橋線
    - 青森県道233号浅水南部線

国道4号が通るが、いかなる形態の高速道路も通っていない。最寄り高速道路インターチェンジは八戸自動車道八戸北ICもしくは八戸西SIC。

## 名所・旧跡・観光スポット・祭事・催事
- 江渡家住宅〔荒町〕国の重要文化財
- 寶福寺 〔浅水字浅水〕本堂（県重宝）
- 浅水城跡　〔浅水字浅水〕現八幡宮。四戸城の候補地のひとつ。
- 野沢（ぬさ）城跡　志戸岸地区を四戸とする説を採る際の、四戸城の候補地のひとつ。
- 歴史みらいパーク
- 小渡平公園
- ひばり野公園
- わむら（上村）のカシワの木 〔倉石中市字中市〕県天然記念物、推定樹齢650 - 750年。
- 旧圓子家住宅 〔倉石中市字中市〕県重宝。
- 五戸町消防団第一分団屯所 〔野月〕県重宝、大正11年。
- えんぶり
- 五戸まつり
- 南部駒踊り
- 旧奥州街道　現国道4号線とは別に、三戸本城（聖寿寺館）から五戸町中心部とを結ぶ。

## 出身有名人
- 青ノ里盛（大相撲力士）
- 江渡恭助（日本海軍将校）
- 太田忍（レスリング選手。2016リオデジャネイロ五輪銀メダリスト）
- 上山博康（脳神経外科医）
- 寛吉（大相撲の呼出）
- 鬼竜山雷八（大相撲力士）
- 鬼竜川光雄（大相撲力士）
- 櫛引弓人（興行師）
- 佐々木朋子 (作曲家、東京ハイジ)
- 9代式守勘太夫（大相撲行司）
- 下平隆宏（サッカー選手。大分トリニータ監督、元サッカー日本代表）
- 高村弘毅（地理学者。立正大学元学長）
- 滝田常晴（作詞家）
- 手倉森誠（サッカー選手・指導者。元ベガルタ仙台、V・ファーレン長崎監督、2016リオデジャネイロ五輪U-23日本代表監督）
- 手倉森浩（サッカー選手。元モンテディオ山形ヘッドコーチ）
- 鳥谷部春汀（ジャーナリスト）
- 中川原貞機（政治家。元衆議院議員）
- 新井山祥智（サッカー選手。ヴァンラーレ八戸元キャプテン）
- 古川毅（サッカー選手。横浜FCコーチ）
- 三浦一雄（政治家。元衆議院議員、第26代農林大臣、第43代内閣法制局長官）
- 三浦種敏 (電気音響工学者。元海軍技術大尉)
- 三浦方義（プロ野球選手）
- MILTZ（グラフィックデザイナー）

### ゆかりのある人物
- 木村秀政（博士。航空機設計者）
- 斎藤一（新選組隊士）
- 徳武定祐（プロ野球選手・監督）

## 四戸（しのへ）について
一戸〜九戸の地名のうち、四戸のみ地名としては現存しない。ただし、かつては存在したことが判っており、『北辺の中世史』（六戸町編 名著出版 1997年）、『六戸町史 上』（六戸町史編纂委員会編 六戸町史刊行委員会 1993年）、『角川日本地名大辞典 2 青森県』（角川書店 1985年）、『七戸町史』（七戸町 1982年）などの郷土資料によると、四戸は現在の馬淵川下流域の浅水・剣吉・名久井・福田・苫米地・櫛引・島守地区にあたるという。
五戸町内には大字豊間内字志戸岸ならびに大字浅水という候補地がある。ともに浅水川沿岸であり、4キロメートルほどの距離である。南部氏祖先光行の五男宗清から始まる四戸氏も参照のこと。
- 志戸岸 - 「志」がもともと「四」であったとする説。ただし周辺の丘陵には、山城であったことを推定できる遺構が発見されていない。また、この集落には寺またはその遺構も発見されておらず、根拠が乏しい。五戸町へ到る青森県道214号線はあるが、五戸町中心部からは外れている。この集落の北側には大規模な山城を設置可能な平坦な丘陵があり（現在は畜産施設として利用されているため調査不可）、浅水川上・下流に対する視界は良好である。
- 浅水 - 「死の辺」から「朝不見」になったという説。浅水城跡が八幡宮として現存する。古陸羽街道沿いにあり、本三戸城（聖寿寺館）と五戸城（詳細地不明、現古舘地区の駒形神社か）の中間に当たる。小規模ながら近世まで宿場町であった。中世のかなり早い時期に四戸城と四戸川が同時に浅水と改名された可能性がある（浅水川上流には他にも集落があるので、中間の集落と同名であることが不自然）。古街道の三戸との峠付近に山姥伝説がある。
- 両者の中間の浅水川南岸には野沢（ぬさ）城跡が稲荷宮として現存する。
- 岩手県二戸市の北部を二戸郡四戸郷とする説がある。四戸氏の入部（浅水より移転）によってこのように呼ばれるようになったのか、それ以前からであったのかは不明。金田一に四戸城址とする箇所がある[5]が、これは「四戸氏の居城」との意味である可能性が高い。「南部光行の五男宗清が浅水に配置され四戸氏と呼ばれるようになり、後に二戸郡北部に移転、その地を四戸郷と呼ぶようになった」とするのが合理的である。